# سیلاب (سلماس)
سیلاب، مرکز دهستان کره سنی و روستایی بزرگ و پهناور از توابع بخش مرکزی شهرستان سلماس استان آذربایجان غربی ایران است.
این روستا از شمال باروستاهای اوربان سلماس  و گورپیران و قره گل خوی   و از سمت غرب  با کوه «بای داغ»یا«باب ارزن»(باب ارزروم یعنی درب ارزروم)و روستای هدر و از سمت شرق با روستاهای شوریک و 'شیره کی ؛ و از سمت جنوب با روستاهای ریگ آباد و سرای ملک هم مرز میباشد. لازم به ذکر است که  این روستا بزرگترین روستای کره سنی نشین ایران میباشد.
محل درآمد مردم این دهستان (سیلاب) بیشتر از راه کشاورزی، رانندگی و کارهای ساختمانی و ماشین‌های سنگین است

## جمعیت
این روستا در دهستان کره سنی قرار داشته و براساس سرشماری مرکز آمار ایران در سال ۱۳۹۵، جمعیت آن برابر با ۴٬۵۰۵ نفر (۱٬۰۸۵ خانوار) بوده‌است. 

## مردم شناسی
طوایف ترک تبار کره سنی از گروه‌های جمعیتی عمده این روستا به‌شمار می‌روند. کره سنی‌ها از قبایل ترکان سنی مذهب  هستند. 

## کشاورزی
کشاورزی در این منطقه وابسته به آب رودخانه دیرعلی چاه‌های عمیق می‌باشد. هزینه‌های ایجاد و نگهداری این چاه‌ها بالا بوده، به طوری‌که بعضی از کشاورزان را از ادامه فعالیت‌های خود دلسرد کرده‌است. در سالهای اخیر دولت برنامه‌هایی را برای3 ساخت سد بر روی رودخانه دیرعلی چای در دست اجرا دارد. احداث این سد آب مورد نیاز سایر روستاهای اطراف را هم تأمین خواهد کرد.که نصف آب این رودخانه به روستای بزرگ و پهناور سیلاب تعلق دارد و از آن سهیم می‌باشد.